# Torre cuadrangular
Torre cuadrangular o Guardián de la Fortaleza de Bakú, es un torreón de piedra construido en el siglo XIV. Es parte de la Ciudad Vieja de Bakú, Azerbaiyán.

## Historia
La torre fue construida en el siglo XIV  y era parte integral de la muralla de la fortaleza y de las fortificaciones defensivas de Bakú. La construcción se realizó para mantener la arquitectura y la integridad de los muros de la fortaleza. Las torres se construyeron para facilitar el sistema de defensa. Según los autores medievales, dentro de los 70 muros semicirculares y del norte de la muralla de la fortaleza de Bakú había una torre cuadrangular de tipo fortaleza. En la Edad Media se utilizó como armería. La torre fue construida para almacenar armas y fortalecer aún más la parte norte de Bakú.
El 2 de agosto de 2001, el edificio fue declarado "monumento arquitectónico nacional" por el Gabinete de Azerbaiyán. 
En 2014, el Departamento de Reserva Histórica y Arquitectónica del Estado de Ciudad Vieja, realizó importantes trabajos de reparación y restauración en la torre. 
A partir de las modificaciones en el edificio, también se realizaron excavaciones arqueológicas, donde se encontraron diferentes objetos. Además, se descubrió un sistema de alcantarillado y se revelaron orificios de ventilación luego de una larga limpieza de paredes. Se lograron conservar 500 metros cuadrados de superficie cubierta. 
Posteriormente comenzó a funcionar como Centro de Arte Tradicional de la Ciudad Vieja bajo el nombre de “La Torre de las Artes”.

## Características arquitectónicas
La torre tiene una altura de 16 metros y los muros un grosor de 2 metros. Para facilitar el movimiento rápido de los soldados, un túnel continuaba a lo largo de la parte inferior de la muralla hacia la puerta de la torre. Este túnel rodeaba la ciudad por el lado norte.

## Galería

Diferentes vistas de la torre
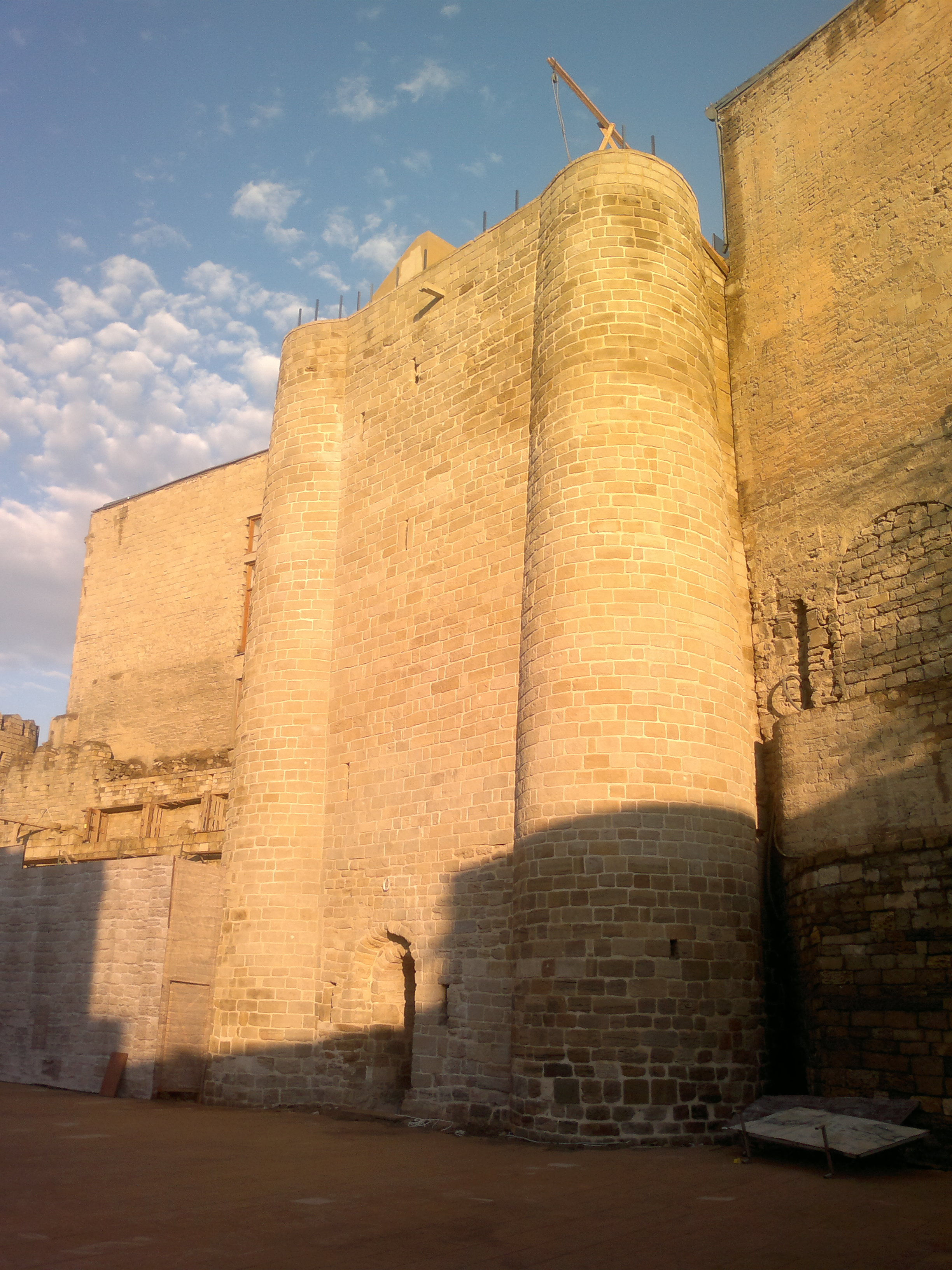
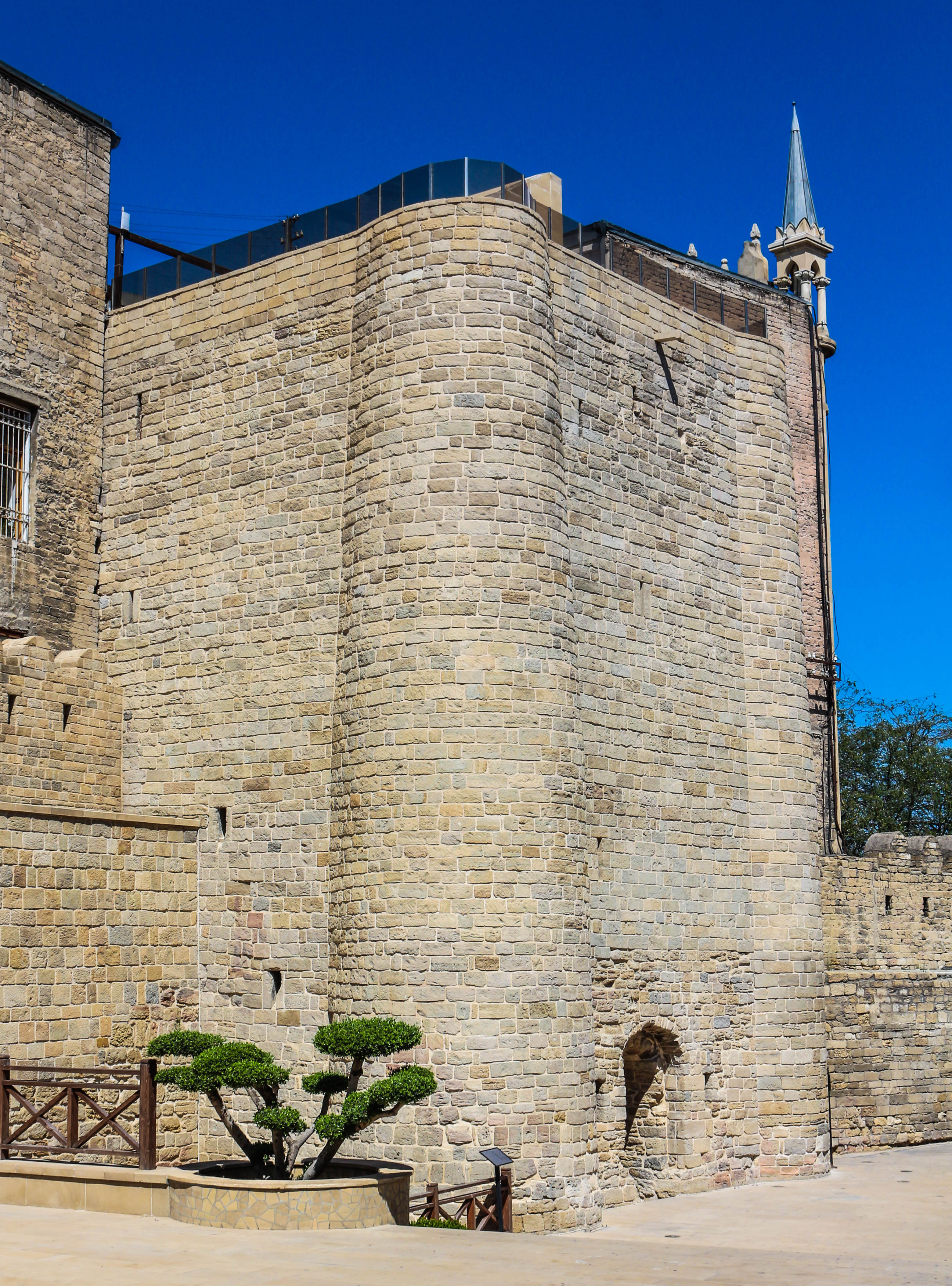
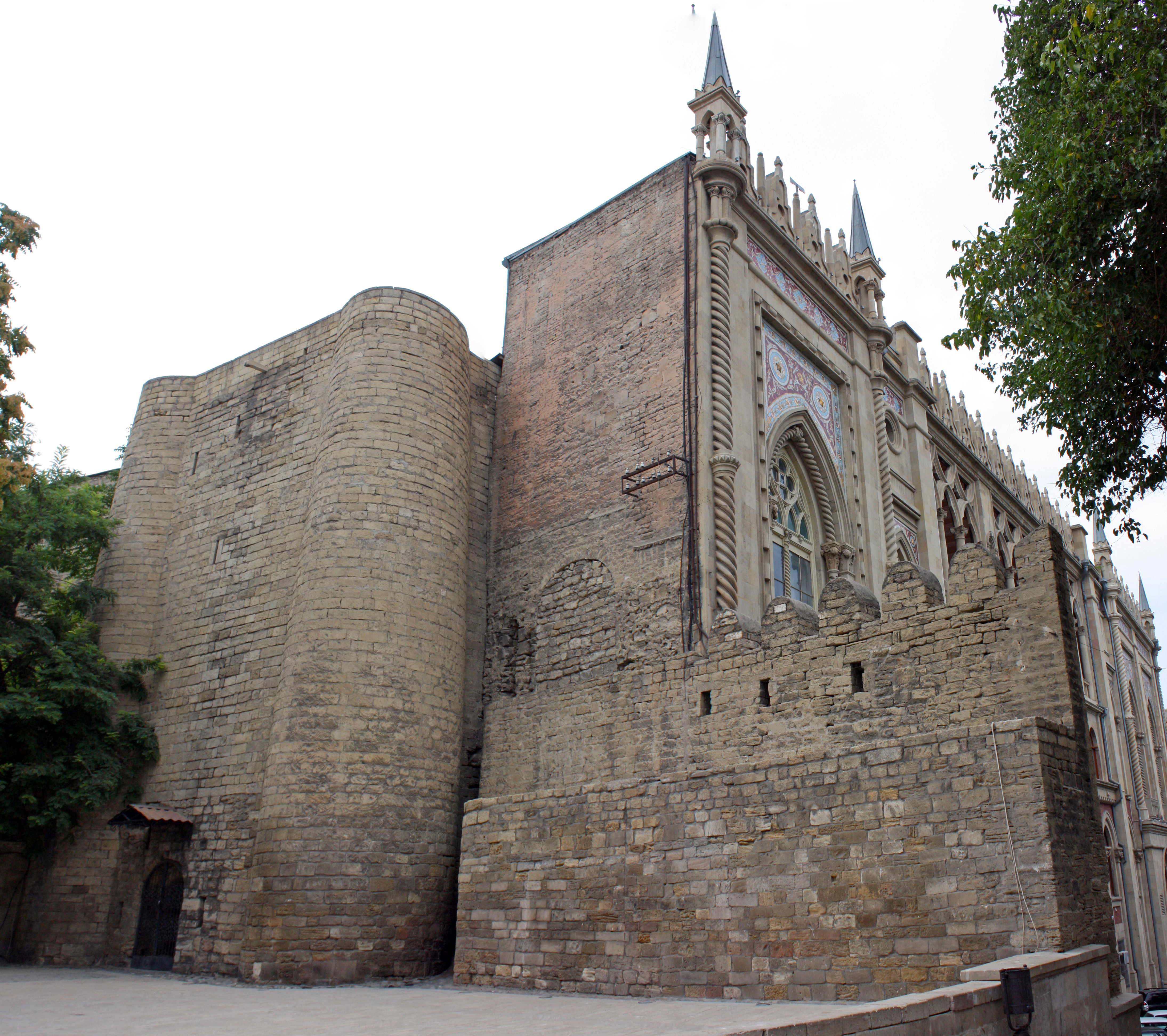
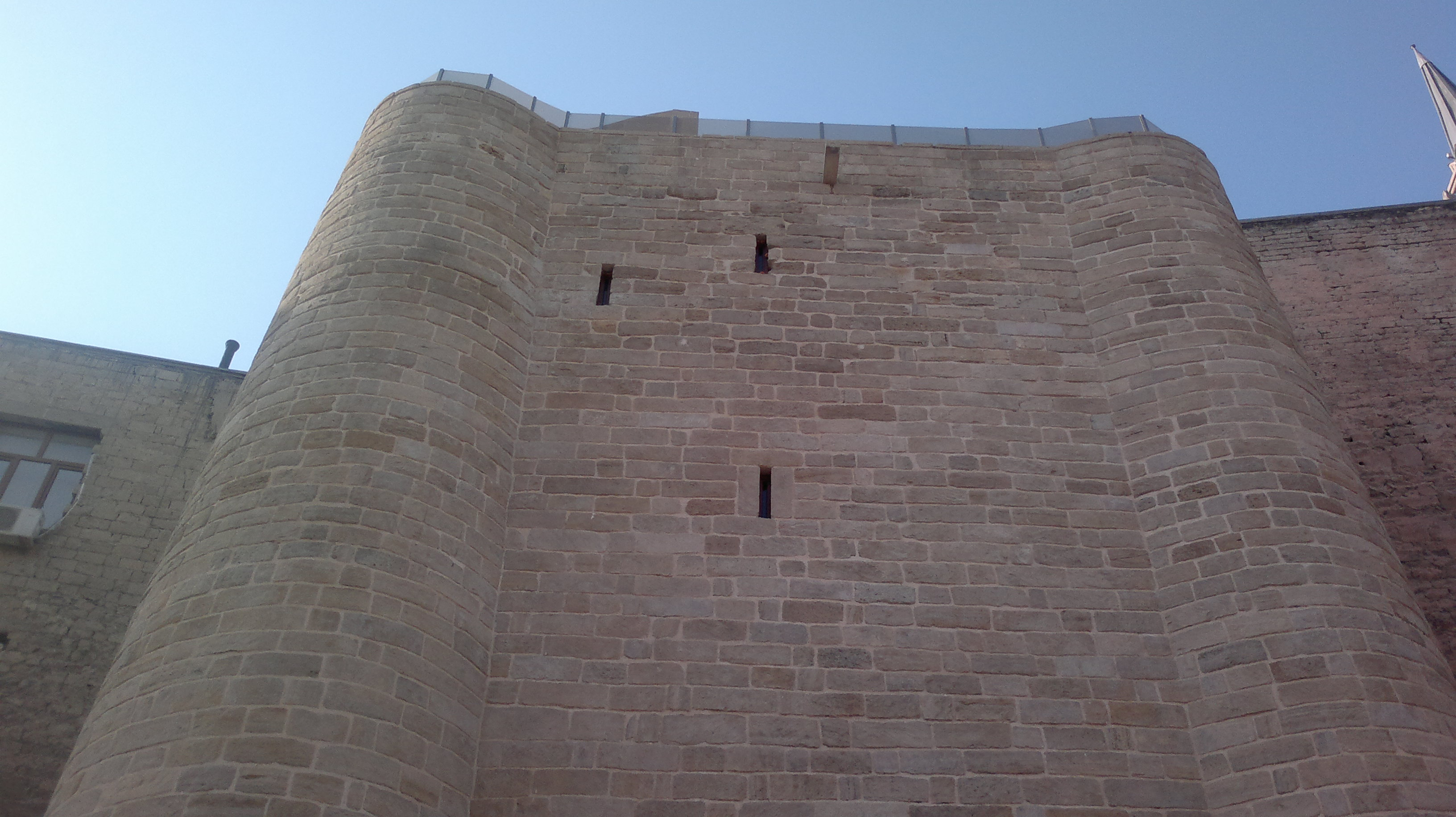